# Handroanthus

Los lapachos (Handroanthus) son un grupo de especies arbóreas de la familia Bignoniaceae, nativos de las regiones cálidas de América, distribuido desde México hasta el Uruguay y la Argentina. Hasta la primera década del siglo XXI sus especies eran incluidas en el género Tabebuia.

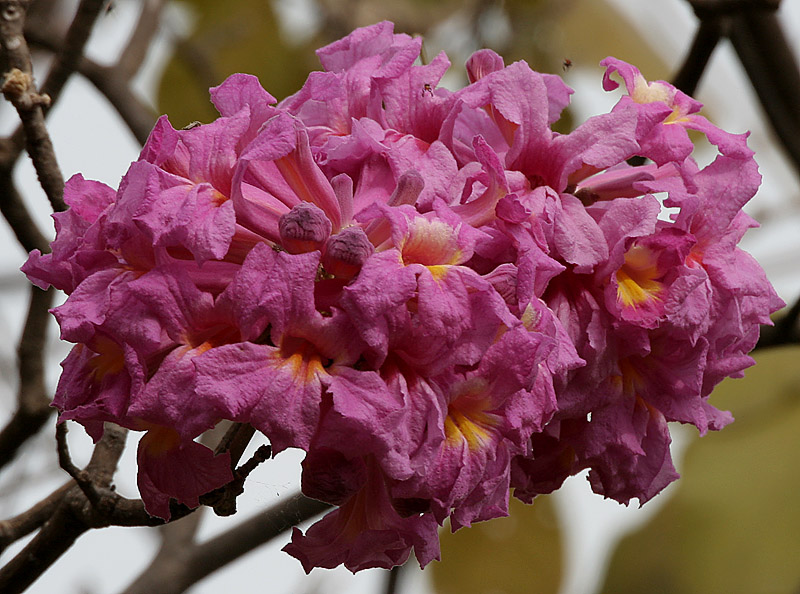
Inflorescencia.

## Descripción
Es sumamente distintivo por sus vistosas flores rosadas, blancas o amarillas, que aparecen cuando aún se encuentran desprovistas de follaje, a finales del invierno. Su madera se aprovecha en construcción; a la infusión de la corteza de algunas de sus especies se le atribuyen propiedades medicinales.
Junto con otras especies de lapacho (todo el género Handroanthus), es el árbol nacional de Paraguay, declarado como tal por ley N.º 4631 del 10 de mayo de 2012.

## Taxonomía
El género fue descrito por João Rodrigues de Mattos y publicado en Loefgrenia; communicaçoes avulsas de botânica 50: 1. 1970. El nombre es un honor al botánico brasileño Oswaldo Handro (1908-1986). La especie tipo es: Handroanthus albus.

## Especies
- Handroanthus albus
- Handroanthus abayoy
- Handroanthus chrysanthus (Jacq.) S.O.Grose, denominada acapro o araguaney en Venezuela[6]

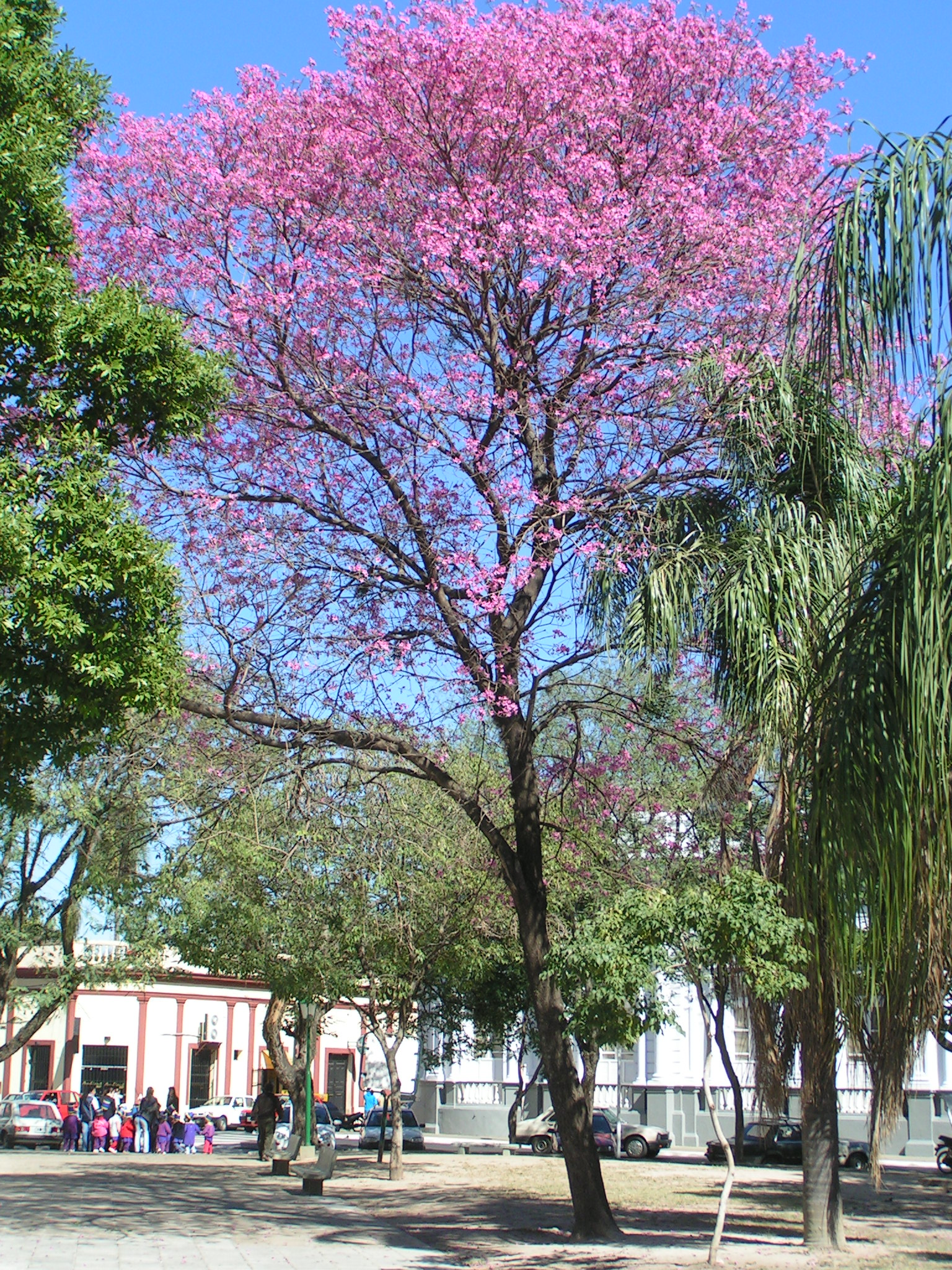
En arborización urbana en la Argentina.

- Handroanthus chrysotrichus
- Handroanthus heptaphyllus
- Handroanthus impetiginosus
- Handroanthus lapacho
- Handroanthus ochraceus
- Handroanthus pulcherrimus
- Handroanthus serratifolius
- Handroanthus umbellatus
- Handroanthus vellosoi